# The Salem News
The Salem News (anteriormente Salem Evening News) é um jornal diário americano que serve o sul do Condado de Essex, Massachusetts . Embora o documento tenha o nome da cidade de Salem, seus escritórios estão agora nas proximidades de Beverly, Massachusetts. O jornal é publicado de segunda a sábado à tarde pela Eagle-Tribune Publishing Company, uma subsidiária da Community Newspaper Holdings Inc.
Além de suas cidades, o News cobre a maior parte do sul do condado de Essex, a nordeste de Boston. O jornal publicou anteriormente edições separadas em Beverly e Peabody. A circulação do artigo tem sido consistentemente superior a 30.000 por anos, dando a ele cerca de 63.000 leitores todos os dias.

## História
Em 1995, os ativos da longa independente Salem Evening News foi comprado por US$ 16,5 milhões até Ottaway Community Newspapers, uma divisão da Dow Jones & Company e proprietário de dois dos concorrentes diárias principais do Evening News, a noite Beverly Times (9.000 circulação) e Peabody Times (3.000 circulação). O The Evening News teve uma circulação de cerca de 36.000 no momento da venda. Divisão do Condado de Essex Jornal de Ottaway, que também publicou o Gloucester Daily Times e The Daily News of Newburyport, mudou sua sede para escritórios Beverly do Evening News. Ele fundiu os jornais Salem e Peabody no Beverly Times e renomeou o jornal Beverly como Salem News para obter uma força de trabalho não sindical.
A Ottaway, que ainda é dona do Cape Cod Times e do The Standard-Times no sudeste de Massachusetts, vendeu sete anos depois suas participações no Condado de Essex, incluindo o jornal Salem, a seu principal concorrente.
The Eagle-Tribune de North Andover comprou a rede North Shore em 2002, pagando US$ 70 milhões pelos papéis Gloucester, Newburyport e Salem. Os executivos do Eagle-Tribune elogiaram a criação de uma organização regional de notícias; eles também demitiram cerca de 45 funcionários dos jornais do condado de Essex, incluindo os editores dos jornais de Newburyport e Salem.
A própria cadeia Eagle-Tribune foi comprada por uma quantia não revelada em dinheiro pela Community Newspaper Holdings, uma empresa do Alabama, em 2005.

## Preços
Os preços da Salem News são: $1 de segunda a sábado.